# Janja Garnbret
Janja Garnbret (Slovenj Gradec, 12. ožujka 1999.) slovenska je profesionalna penjačica koja se specijalizirala za sportsko penjanje i natjecateljsko penjanje, te je osvojila velik broj natjecanja. Godine 2021. postala je prva žena osvajačica zlatne olimpijske medalje u sportskom penjanju i naširoko se smatra najvećom natjecateljicom u sportskom penjanju svih vremena. Ona je također prva svjetska penjačica koja je prošla rutu sportskog penjanja s ocjenom 8c (5.14b).
Garnbret je osvojila svoj prvi međunarodni naslov na Svjetskom juniorskom B prvenstvu 2014. U srpnju 2015. godine, nakon navršenih 16 godina, ušla je u seniorsku kategoriju IFSC Svjetskog kupa u sportskom penjanju. Godine 2016., sa 17 godina, Garnbret je osvojila sezonske naslove Svjetskog kupa u dvije discipline, Svjetsko prvenstvo u penjanju na vrhu i Svjetsko prvenstvo za mlade A u penjanju na vrhu i u boulderanju. Od 2016. do 2018. osvojila je naslov sezonske prvakinje u disciplinama penjanja i kombinacije. I 2018. i 2019. osvojila je Svjetsko prvenstvo u boulderanju i kombinaciji, a također je vratila vodeći naslov 2019. Iste je godine Garnbret postala prva sportašica koja je pobijedila na svim natjecanjima Svjetskog kupa u boulderu u sezoni.
Od lipnja 2024. Garnbret je osvojila najviše IFSC zlatnih medalja od svih natjecateljskih penjača u povijesti. U Svjetskom kupu u penjanju izmaklo joj je postolje samo četiri puta, pobijedivši u 28 mečeva. Osim toga, osvojila je 17 disciplina Svjetskog kupa u boulderanju za ukupno 45 pobjeda na razini Svjetskog kupa.

## Galerija
- Janja Garnbret na Svjetskom kupu 2017.
- Janja Garnbret na Svjetskom prvenstvu 2018.
- Janja Garnbret na Europskom prvenstvu 2022.
- Janja Garnbret na Svjetskom prvenstvu 2023.